# Fox Business Network
Fox Business Network è un canale tematico statunitense edito da Fox Corporation.
È stato lanciato il 15 ottobre 2007 negli USA, mentre in Italia è visibile su Sky dal 12 luglio 2011 al canale 527. Trasmette in diretta programmi riguardanti notizie finanziarie e discute con esperti l'andamento dei mercati.